# Nettenchelys inion
Nettenchelys inion är en fiskart som beskrevs av Smith och Böhlke, 1981. Nettenchelys inion ingår i släktet Nettenchelys och familjen Nettastomatidae. Inga underarter finns listade i Catalogue of Life.